# José Águas
José Pinto de Carvalho Santos Águas (ʒuˈzɛ ˈaɡwɐʃ; Luanda, 9 novembre 1930 – Lisbona, 10 dicembre 2000) è stato un calciatore e allenatore di calcio portoghese, di ruolo attaccante.

## Biografia
Anche il figlio Rui, il nipote (di nonno) Martim Águas e suo nipote (di zio) Raul Águas sono o sono stati calciatori. È deceduto nella capitale portoghese all'età di settant'anni al termine di una lunga malattia.

## Caratteristiche tecniche
Marcatore prolifico, era un eccellente colpitore di testa, tanto da guadagnarsi il soprannome di Cabeça de Ouro (in italiano "Testa d'oro").

## Carriera

### Club
Águas ha iniziato la propria carriera nel Lusitano do Lobito, squadra angolana, prima di trasferirsi in Portogallo nel 1950, passando al Benfica.
Con il Benfica ha vinto 5 volte il campionato nazionale, 7 volte la Coppa di Portogallo oltre al titolo di capocannoniere del campionato in 5 occasioni. A livello internazionale si è aggiudicato per due volte consecutive la Coppa dei Campioni, risultandone il miglior marcatore nel 1960-1961 con 11 gol e il miglior realizzatore della propria squadra nell'edizione seguente; inoltre, ha segnato in entrambe le finali di Coppa dei Campioni vinte. Nelle stagioni trascorse con il Benfica ha sempre segnato almeno 18 gol in campionato, eccezion fatta per l'ultima in cui disputò solo 4 gare realizzando 2 reti.
Dopo aver lasciato il Benfica ha giocato per un'altra stagione con l'Austria Vienna, in cui ha concluso la carriera nel 1964.

### Nazionale
Águas ha esordito nella nazionale portoghese il 23 novembre 1952 contro l'Austria (1-1) e ha segnato il primo gol il 22 novembre 1953 contro il Sudafrica.
In totale ha collezionato 25 presenze e 11 reti in nazionale tra il 1952 e il 1962; la sua ultima presenza risale al 17 maggio 1962 contro il Belgio (sconfitta 1-2).

## Statistiche

### Presenze e reti nei club
| Stagione        | Squadra         | Campionato      | Campionato | Campionato | Coppe nazionali | Coppe nazionali | Coppe nazionali | Coppe continentali | Coppe continentali | Coppe continentali | Altre coppe | Altre coppe | Altre coppe | Totale | Totale |
| Stagione        | Squadra         | Comp            | Pres       | Reti       | Comp            | Pres            | Reti            | Comp               | Pres               | Reti               | Comp        | Pres        | Reti        | Pres   | Reti   |
| --------------- | --------------- | --------------- | ---------- | ---------- | --------------- | --------------- | --------------- | ------------------ | ------------------ | ------------------ | ----------- | ----------- | ----------- | ------ | ------ |
| 1950-1951       | Benfica         | PD              | 19         | 23         | CP              | 7               | 6               | -                  | -                  | -                  | -           | -           | -           | 26     | 29     |
| 1951-1952       | Benfica         | PD              | 22         | 28         | CP              | 7               | 6               | -                  | -                  | -                  | -           | -           | -           | 29     | 34     |
| 1952-1953       | Benfica         | PD              | 25         | 25         | CP              | 7               | 10              | -                  | -                  | -                  | -           | -           | -           | 32     | 35     |
| 1953-1954       | Benfica         | PD              | 18         | 23         | CP              | 2               | 0               | -                  | -                  | -                  | -           | -           | -           | 20     | 24     |
| 1954-1955       | Benfica         | PD              | 26         | 20         | CP              | 6               | 6               | -                  | -                  | -                  | -           | -           | -           | 32     | 26     |
| 1955-1956       | Benfica         | PD              | 26         | 28         | CP              | 2               | 2               | -                  | -                  | -                  | -           | -           | -           | 28     | 30     |
| 1956-1957       | Benfica         | PD              | 25         | 30         | CP              | 7               | 3               | -                  | -                  | -                  | -           | -           | -           | 32     | 33     |
| 1957-1958       | Benfica         | PD              | 22         | 22         | CP              | 8               | 9               | CC                 | 2                  | 0                  | -           | -           | -           | 32     | 31     |
| 1958-1959       | Benfica         | PD              | 24         | 26         | CP              | 8               | 3               | -                  | -                  | -                  | -           | -           | -           | 32     | 29     |
| 1959-1960       | Benfica         | PD              | 25         | 18         | CP              | 9               | 12              | -                  | -                  | -                  | -           | -           | -           | 34     | 30     |
| 1960-1961       | Benfica         | PD              | 23         | 27         | CP              | 1               | 5               | CC                 | 9                  | 11                 | -           | -           | -           | 33     | 43     |
| 1961-1962       | Benfica         | PD              | 22         | 18         | CP              | 5               | 2               | CC                 | 9                  | 6                  | Cint        | 2           | 0           | 38     | 26     |
| 1962-1963       | Benfica         | PD              | 4          | 2          | CP              | 6               | 5               | CC                 | 3                  | 1                  | -           | -           | -           | 13     | 8      |
| Totale Benfica  | Totale Benfica  | Totale Benfica  | 281        | 291        |                 | 75              | 70              |                    | 21                 | 18                 |             | 2           | 0           | 379    | 379    |
| 1963-1964       | Austria Vienna  | A               | 7          | 2          | -               | -               | -               | -                  | 1                  | 0                  | -           | -           | -           | 8      | 2      |
| Totale carriera | Totale carriera | Totale carriera | 288        | 293        |                 | 75              | 70              |                    | 22                 | 18                 |             | 2           | 0           | 387    | 381    |

### Cronologia presenze e reti in nazionale
| Cronologia completa delle presenze e delle reti in nazionale ― Portogallo | Cronologia completa delle presenze e delle reti in nazionale ― Portogallo | Cronologia completa delle presenze e delle reti in nazionale ― Portogallo | Cronologia completa delle presenze e delle reti in nazionale ― Portogallo | Cronologia completa delle presenze e delle reti in nazionale ― Portogallo | Cronologia completa delle presenze e delle reti in nazionale ― Portogallo | Cronologia completa delle presenze e delle reti in nazionale ― Portogallo | Cronologia completa delle presenze e delle reti in nazionale ― Portogallo |
| Data                                                                      | Città                                                                     | In casa                                                                   | Risultato                                                                 | Ospiti                                                                    | Competizione                                                              | Reti                                                                      | Note                                                                      |
| ------------------------------------------------------------------------- | ------------------------------------------------------------------------- | ------------------------------------------------------------------------- | ------------------------------------------------------------------------- | ------------------------------------------------------------------------- | ------------------------------------------------------------------------- | ------------------------------------------------------------------------- | ------------------------------------------------------------------------- |
| 23-11-1952                                                                | Porto                                                                     | Portogallo                                                                | 1 – 1                                                                     | Austria                                                                   | Amichevole                                                                | -                                                                         | 59’                                                                       |
| 14-12-1952                                                                | Oeiras                                                                    | Portogallo                                                                | 1 – 3                                                                     | Argentina                                                                 | Amichevole                                                                | -                                                                         |                                                                           |
| 27-9-1953                                                                 | Vienna                                                                    | Austria                                                                   | 9 – 1                                                                     | Portogallo                                                                | Qual. Mondiali 1954                                                       | 1                                                                         |                                                                           |
| 21-11-1953                                                                | Oeiras                                                                    | Portogallo                                                                | 3 – 1                                                                     | Sudafrica                                                                 | Amichevole                                                                | 1                                                                         | 42’                                                                       |
| 4-5-1955                                                                  | Glasgow                                                                   | Scozia                                                                    | 3 – 0                                                                     | Portogallo                                                                | Amichevole                                                                | -                                                                         |                                                                           |
| 22-5-1955                                                                 | Porto                                                                     | Portogallo                                                                | 1 – 1                                                                     | Inghilterra                                                               | Amichevole                                                                | 2                                                                         |                                                                           |
| 14-12-1955                                                                | Oeiras                                                                    | Portogallo                                                                | 2 – 6                                                                     | Svezia                                                                    | Amichevole                                                                | 2                                                                         |                                                                           |
| 18-12-1955                                                                | Istanbul                                                                  | Turchia                                                                   | 3 – 1                                                                     | Portogallo                                                                | Amichevole                                                                | -                                                                         |                                                                           |
| 25-12-1955                                                                | Il Cairo                                                                  | Egitto                                                                    | 0 – 4                                                                     | Portogallo                                                                | Amichevole                                                                | 2                                                                         |                                                                           |
| 8-4-1956                                                                  | Setúbal                                                                   | Portogallo                                                                | 0 – 1                                                                     | Brasile                                                                   | Amichevole                                                                | -                                                                         |                                                                           |
| 3-6-1956                                                                  | Oeiras                                                                    | Portogallo                                                                | 3 – 1                                                                     | Spagna                                                                    | Amichevole                                                                | -                                                                         |                                                                           |
| 9-6-1956                                                                  | Lisbona                                                                   | Portogallo                                                                | 2 – 2                                                                     | Ungheria                                                                  | Amichevole                                                                | 1                                                                         |                                                                           |
| 16-1-1957                                                                 | Lisbona                                                                   | Portogallo                                                                | 1 – 1                                                                     | Irlanda del Nord                                                          | Qual. Mondiali 1958                                                       | -                                                                         |                                                                           |
| 24-3-1957                                                                 | Oeiras                                                                    | Portogallo                                                                | 0 – 1                                                                     | Francia                                                                   | Amichevole                                                                | -                                                                         |                                                                           |
| 1-5-1957                                                                  | Belfast                                                                   | Irlanda del Nord                                                          | 3 – 0                                                                     | Portogallo                                                                | Qual. Mondiali 1958                                                       | -                                                                         |                                                                           |
| 22-12-1957                                                                | Milano                                                                    | Italia                                                                    | 3 – 0                                                                     | Portogallo                                                                | Qual. Mondiali 1958                                                       | -                                                                         |                                                                           |
| 21-5-1959                                                                 | Göteborg                                                                  | Svezia                                                                    | 2 – 0                                                                     | Portogallo                                                                | Amichevole                                                                | -                                                                         | 46’                                                                       |
| 11-11-1959                                                                | Colombes                                                                  | Francia                                                                   | 5 – 3                                                                     | Portogallo                                                                | Amichevole                                                                | -                                                                         | cap. 30’                                                                  |
| 27-4-1960                                                                 | Ludwigshafen am Rhein                                                     | Germania Ovest                                                            | 2 – 1                                                                     | Portogallo                                                                | Amichevole                                                                | -                                                                         |                                                                           |
| 19-3-1961                                                                 | Oeiras                                                                    | Portogallo                                                                | 6 – 0                                                                     | Lussemburgo                                                               | Qual. Mondiali 1962                                                       | 1                                                                         | cap.                                                                      |
| 21-5-1961                                                                 | Oeiras                                                                    | Portogallo                                                                | 1 – 1                                                                     | Inghilterra                                                               | Qual. Mondiali 1962                                                       | 1                                                                         | cap.                                                                      |
| 4-6-1961                                                                  | Oeiras                                                                    | Portogallo                                                                | 0 – 2                                                                     | Argentina                                                                 | Amichevole                                                                | -                                                                         | cap.                                                                      |
| 8-10-1961                                                                 | Lussemburgo                                                               | Lussemburgo                                                               | 4 – 2                                                                     | Portogallo                                                                | Qual. Mondiali 1962                                                       | -                                                                         | cap.                                                                      |
| 25-10-1961                                                                | Londra                                                                    | Inghilterra                                                               | 2 – 0                                                                     | Portogallo                                                                | Qual. Mondiali 1962                                                       | -                                                                         | cap.                                                                      |
| 17-5-1962                                                                 | Lisbona                                                                   | Portogallo                                                                | 1 – 2                                                                     | Belgio                                                                    | Amichevole                                                                | -                                                                         | cap.                                                                      |
| Totale                                                                    |                                                                           | Presenze                                                                  | 25                                                                        |                                                                           | Reti                                                                      | 11                                                                        |                                                                           |

## Palmarès

### Club
Competizioni Nazionali
- Campionato portoghese: 5

Benfica: 1954-1955, 1956-1957, 1959-1960, 1960-1961, 1962-1963
- Coppa di Portogallo: 7

Benfica: 1950-1951, 1951-1952, 1952-1953, 1954-1955, 1956-1957, 1958-1959, 1961-1962
Competizioni Internazionali
- Coppa dei Campioni: 2

Benfica: 1960-1961, 1961-1962

### Individuale
- Capocannoniere del campionato portoghese: 5

1951-1952 (28 gol), 1955-1956 (28 gol), 1956-1957 (30 gol), 1958-1959 (26 gol), 1960-1961 (27 gol)
- Capocannoniere della Coppa dei Campioni: 1

1960-1961 (11 gol)